# Асоціація психіатрів України
Асоціа́ція психіа́трів Украї́ни (АПУ) (англ. Ukrainian Psychiatric Association) — громадська медична організація в Україні, що займається питаннями психіатрії та професійного навчання у цій галузі. АПУ будує свою роботу на співпраці з регіональними відділеннями.

## Історія існування
Перший час діяльність Асоціації, головно, була спрямована на вирішення діагностичних і юридичних проблем, що залишилися від колишньої радянської психіатричної практики. Значна кількість українських громадян тоді висловлювали різку незгоду з фактами примусової госпіталізації у зв'язку з певними політичними або адміністративними мотивами, а також з діагностуванням у них тієї чи іншої форми психічного захворювання, що мали місце.
У 1991 р. групою психіатрів (С. Ф. Глузман, В. М. Кузнєцов, О. А. Насінник, М. А. Рябокляч, Ю. Б. Юдін) була розпочата ініціативна робота над проєктом закону «Про психіатричну допомогу». У 1993 р. текст проєкту був завершений і представлений на затвердження до законодавчого органу України. Проте авторський проєкт закону був прийнятий Верховною Радою України як офіційний законодавчий документ лише у 2000 році.
Причиною особливої уваги до інформаційно-публікаційної діяльності була повна відсутність в Україні будь-яких книг і журналів психіатричного профілю, виданих поза межами Радянського Союзу. Руйнування СРСР супроводжувалося швидким розпадом імперської психіатричної доктрини — так званої «московської психіатричної школи». У зв'язку з цим Асоціація розпочала вживання заходів щодо заповнення інформаційного вакууму за допомогою книг і журналів, що видаються в країнах Західної Європи і Північної Америки, а також шляхом організації усних лекцій і семінарів із залученням провідних фахівців цих країн.
У 1993 році з ініціативи АПУ було створене благодійне видавництво «Сфера», що мало на меті видання книг і журналів для потреб української психіатрії. За минулі роки видавництво «Сфера» видало і розповсюдило в безкоштовному режимі близько 170 найменувань книг і 9 найменувань журналів.
Протягом усього свого існування АПУ проводить щорічні всеукраїнські конференції з актуальних проблем психіатричної практики із залученням і фахівців з інших країн.
Асоціація підтримує постійні контакти з міжнародними урядовими та неурядовими організаціями, зацікавленими психіатричною проблематикою.
У 1998 р. рішенням правління Асоціації психіатрів України «за гідну поведінку в негідній ситуації» були засновані дві щорічні премії для професіоналів, що працюють у сфері надання психіатричної допомоги:
- Премія імені доктора М. Д. Танцюри — для лікарів-психіатрів;
- Премія імені фельдшера А. З. Мазура — для психіатричних медсестер.

З ініціативи АПУ була організована Школа соціальної роботи при Києво-Могилянській академії.
Ініціатива створення першого в Україні Центру медико-соціальної реабілітації на території Київської міської психоневрологічної лікарні № 1 також належить АПУ.
Наданням допомоги психічно хворим займається Експертна комісія АПУ.
Протягом останніх років АПУ стала безсумнівним лідером серед подібних організацій у Східній Європі та Центральній Азії.

## Основні напрямки діяльності
1. Надання медичної, соціальної та правової допомоги психічно хворим громадянам України.
2. Інформаційно-публікаційна діяльність.
3. Ініціювання створення в Україні громадських організацій, що об'єднують родичів психічно хворих, користувачів послуг системи психіатричної допомоги, медичних сестер психіатричного профілю.
4. Створення в Україні інституту соціальних працівників та підготовка фахівців цього профілю.

## Керівні органи асоціації
Асоціація працює згідно з виборним принципом органів управління, згідно з принципом відкритості, періодичної звітності, колективного управління і персональної відповідальності. Керуючим органом АПУ є з'їзд, Координаційна рада, Правління та Ревізійна комісія.
Першим президентом Асоціації Психіатрів України був обраний В. М. Кузнецов, віцепрезидентом — М. А. Рябокляч, виконавчим секретарем — С. Ф. Глузман.
Нині Асоціацію очолює С. Ф. Глузман.